# Rave (musique)
Pour les articles homonymes, voir Rave et rave party.
Genres associés
Toutes les musiques électroniques
Rave, ou musique rave (rave music), est un terme générique englobant tous les genres de musique électronique comme la house, la techno, ou la techno hardcore, joués lors de rave parties. Dans de très rares cas, le terme est utilisé pour désigner des genres musicaux moins électroniques incluant glam rock, power pop, rock psychédélique et dub.

## Histoire
La musique « rave » semblerait avoir initialement démarré aux États-Unis durant les années 1970, à Détroit et Chicago, lorsque des DJ tels que Frankie Knuckles tentaient de synchroniser des percussions alors qu'ils diffusaient de la musique disco. En 1977, à Chicago, le Warehouse, premier club à jouer ce type de musique, ouvre ses portes ; il qui deviendra plus tard le berceau de la musique house. La musique rave est désormais considérée par le public comme la musique « dance ». Les premiers ravers découvrent un mélange détonant entre l'ecstasy et cette musique rapide avec grosse caisse répétitive,.
Les pionniers de la variante allemande du terme dans les années 1980 sont WestBam, Dr. Motte et Klaus Jankuhn (en). La rave allemande s'est épanouie alors que la rave britannique était déjà en train de disparaître. L'un des premiers succès du genre est la chanson Das Boot (en) de U96 (1992). La popularité du genre atteint son apogée vers 1995. La scène rave allemande donne également naissance à la hard trance, comme la musique de DJ Dick (en), frère de Westbam, entre autres, est immédiatement appelée[Quoi ?]. Le genre s'inspire de différents styles de la scène dance, de l'electro et de la trance/hardtrance à la techno en passant par la hard house, le hardcore et, plus tard, le hardstyle. Les artistes du genre ont plus d'une fois fait des incursions dans d'autres genres musicaux.
Dans son ouvrage Modulations : A History of Electronic Music (2000), Peter Shapiro explique : « alors que des groupes comme The Prodigy ont fait leur apparition en 1991, la musique rave était un ensemble de signaux finement affinés avec une pléiade d'accessoires comiques - une culture à part entière, brandissant des bâtons lumineux et enduits de Vapo-Rub. » Il évoque aussi l'intelligent techno comme un genre post-rave.